# Påvlig bulla

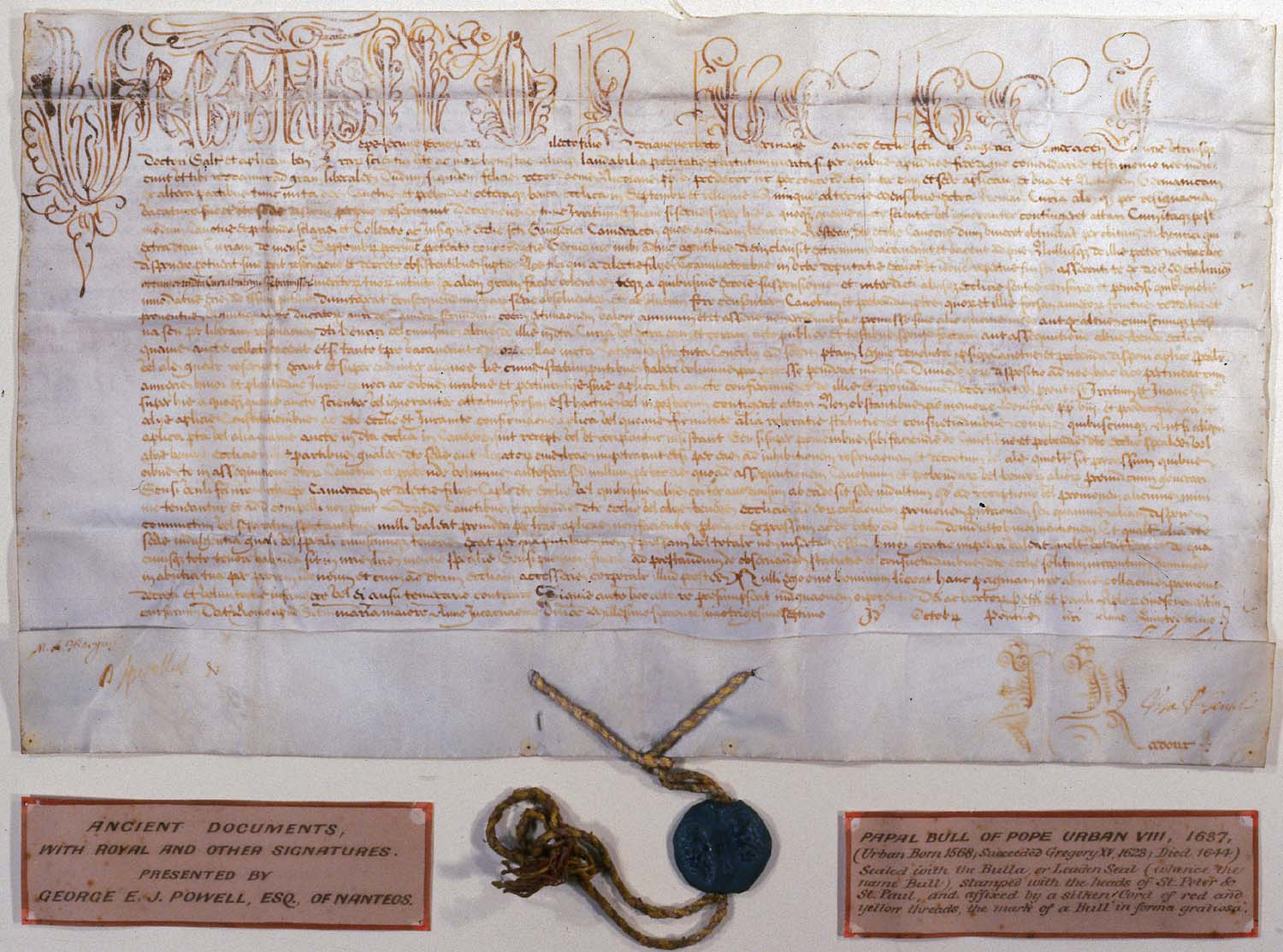
Påvlig bulla, undertecknad av Urban VIII

En bulla är en påvlig kungörelse.  Ordet har använts sedan 1200-talet, och kommer av latinets beteckning på metallsigill (i guld, silver eller bly), som används av kurian men även av (bysantinska) kejserliga och andra ämbetsverk på vissa urkunder. Bullorna citeras efter begynnelseorden och samlas i bullarier. Ordet bulla används dock inte om påvliga skrivelser i nutiden (jfr encyklika).
Det påvliga sigillet var förr en rund blyskiva, som hade bröstbilder av apostlarna Petrus och Paulus på den ena sidan, och påvens namn på den andra. Ända från 1500-talet har apostlabilderna ersatts av påvens familjevapen. På de så kallade "halva bullorna" – bullae dimidiae, blancae eller defectivae; de bullor, som utfärdas av en påve under tiden mellan valet och kröningen – är vapensidan tom. Ett med bulla beseglat påvebrev var skrivet på pergament och avfattat på latin med gotiska bokstäver, såvida det inte var ställt till de unierade grekerna. 
Det inleddes med påvens namn och orden episcopus, servus servorum dei (biskop, Guds tjänares tjänare), därefter ett hälsningsformulär. Om bullan innehöll en nådebevisning hängdes blysigillet i trådar av rött och gult silke; innehöll den däremot en dom, hängdes det i grå hampa. De mest kända bullorna återfinns i artikeln Lista över viktigare påvliga encyklikor.

## Breve
En kortare och mindre viktig påvlig skrivelse kallades under medeltiden breve, med vilket namn under den nyare tiden betecknas mindre viktiga påvebrev, skrivna "sub annulo piscatoris", det vill säga beseglade med det på fiskarringen befintliga sigill, som visar bilden av aposteln Petrus, sittande i en båt och sysselsatt med fiske. Sådana skrivelser innehåller påvens namn och ordningsnummer.

## Bannbulla
Bannbulla kallas en skrivelse med upplysning om bannlysning (exkommunikation).